# I Am
I Am е третият студиен албум на германското поп трио Монроуз. Издаден е от Старуоч и Уорнър Мюзик на 26 септември 2008 в Австрия, Германия и Швейцария и на 29 септември 2008 в Полша. Албумът е продуциран преди всичко от Жиант, Сноуфлейкърс като участие взимат и други продуценти.

## Списък с песни

### Оригинален траклист
1. „Strike The Match“ – 2:56
2. „A Love Bizarre“ – 3:47
3. „Certified“ – 3:06
4. „Why Not Us“ – 3:29
5. „Going Out Tonight“ – 2:50
6. „You Can Look“ – 3:25
7. „Tip Toe“ – 2:59
8. „Teach Me How To Jump“ – 3:31
9. „Stolen“ – 3:19
10. „Electricity“ – 2:56
11. „Hit'n'Run“ – 3:14
12. „No Never“ – 3:45
13. „Stained“ – 3:37
14. „What They Want“ – 3:53
15. „Don't Touch The Fader“ – 3:17

### iTunes бонус трак
1. Step Aside“ – 3:07